# Hedyotis cushingiae
Hedyotis cushingiae är en måreväxtart som beskrevs av Francis Raymond Fosberg. Hedyotis cushingiae ingår i släktet Hedyotis och familjen måreväxter. Inga underarter finns listade i Catalogue of Life.